# 洲仔頭
洲仔頭是一個位於中國廣東省深圳市大鵬新區大鵬半島西面的大鵬灣海面的小島嶼，由大鵬新區管轄。

## 位置
東距大鵬半島雲海山莊約100米，西南距東平洲洲尾角約4公里。

## 爭議

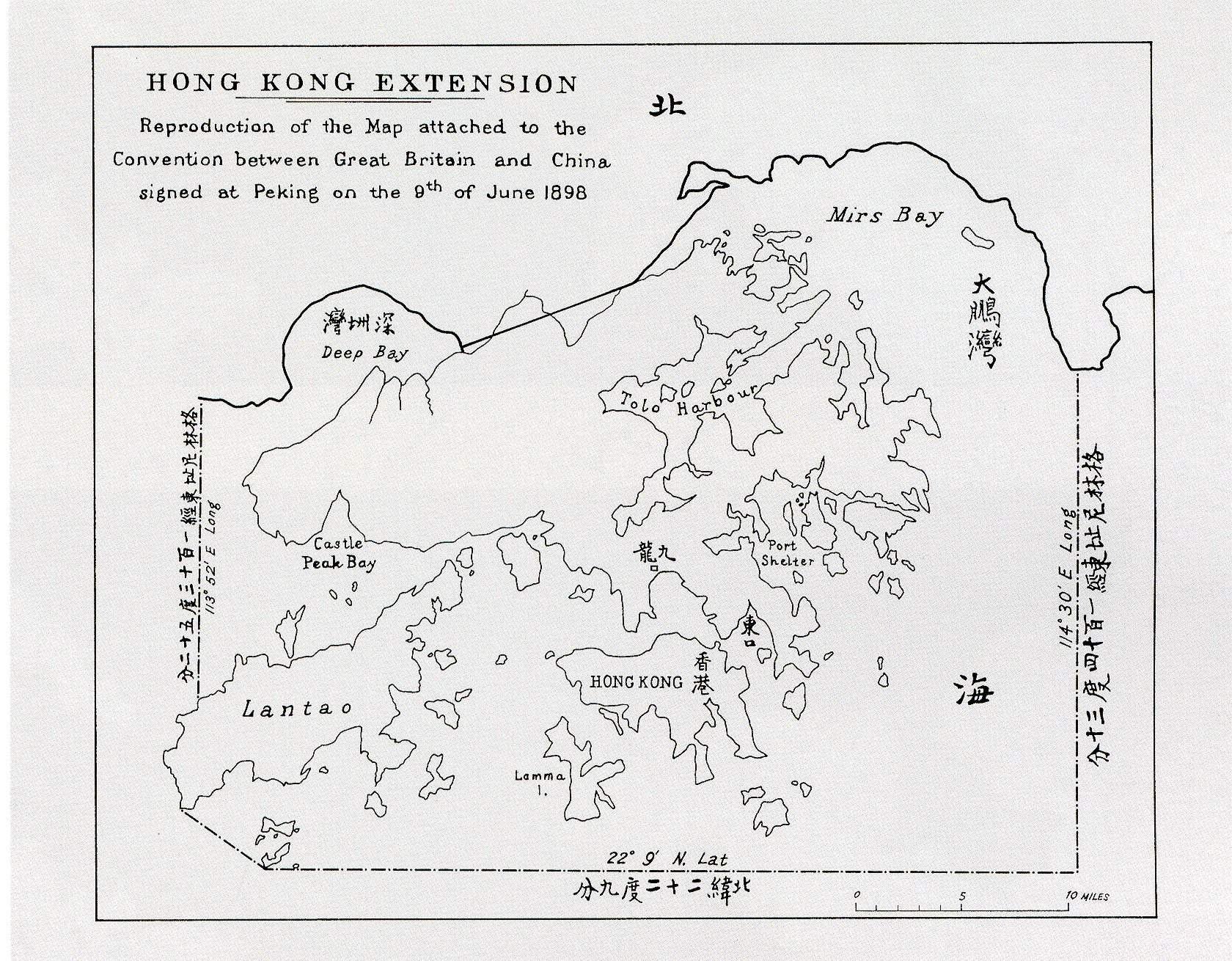
1898年的《展拓香港界址專條》中的大鵬灣

根據1898年清政府與英國簽訂的《展拓香港界址專條》所示，大鵬半島以西的大鵬灣海域都是香港的管轄範圍，而洲仔頭正正是在這條香港界線之內。然而自條約制定起，英國和香港都一直沒有在地圖上特別強調洲仔頭是香港的屬土之內，而離洲仔頭不足100米遠的南澳下沙村民都可以順利進出洲仔頭而不被香港水警驅逐。
直至香港主權移交後，香港特区政府與北京中央政府商議修改大鵬灣界線中把近岸的大鵬灣水域給予深圳市管轄，洲仔頭也被包括在內。

## 人口
島內並無居民，只有在附近的深圳漁民才會在該島一帶流連。

## 相關連結
- 東平洲
- 深圳島嶼

## 外部連結
- 深圳附近有哪些岛屿？⁠（存档）